# مالون می‌میرد
رمان «مالون می‌میرد» (به فرانسوی: Malone meurt) اثر ساموئل بکت است. این رمان ابتدا در سال ۱۹۵۱ به زبان فرانسوی منتشر شد و بعداً توسط خود نویسنده نسخه‌ی انگلیسی آن منتشر گشت. 
جمله‌ی مشهور «هیچ‌چیز واقعی‌تر از هیچ‌چیز نیست» در همین رمان آمده است؛ یک بازتاب فرامتنی از جمله‌ی دموکریتوس، که در اولین رمان منتشر شده‌ی بکت، «مرفی» (۱۹۳۸) نیز به آن اشاره شده است. 

## مالون می‌میرد، بخشی از سه‌گانه
«مالون می‌میرد» که بلافاصله پس از تکمیل «مُلوی» نوشته شده و در تابستان ۱۹۴۸ به پایان رسید، دومین رمان از «سه‌گانه‌ی» بکت است. «مالون می‌میرد»، همانند «مُلوی»، پروژه‌ی بکت را برای «خالی کردن رمان از ابژه‌های معمول و قابل‌شناسایی‌اش ـ پیرنگ، موقعیت، شخصیت‌ها ـ و با این حال همچنان نگه‌داشتن خواننده در علاقه و هیجان» را پیش می‌برد. «مالون می‌میرد» برخلاف بسیاری از خط سیرهای کم‌رنگ و طنز مشخص «مُلوی»، «ما به سختی می‌توانیم از این موضوع مطمئن باشیم که مالون، هرکسی که باشد، در حال مردن است و در نهایت می‌میرد؛ بقیه کابوس است.» همان‌طور که گابریل جوزفوویچی اشاره می‌کند، درحالی‌که مُلوی/موران درباره‌ی گذشته برای نوشتن خاطرات تأمل می‌کند، مالون «تنها درباره‌ی آنچه برایش اتفاق می‌افتد می‌نویسد. او در صورت نیاز برای گذراندن وقت، چند داستان تعریف می‌کند، اما حکایات او تنها جنبه‌هایی از حال حاضر خواهند بود.» در واقع، عادت مالون به شروع‌کردن داستان‌ها و سپس قطع‌کردن یا رها کردن آن‌ها، نه‌تنها نشان‌دهنده‌ی نقص  ذهن برای داستان‌سرایی است، بلکه «ناتوانی آن را به‌عنوان ابزاری برای رسیدن به خرسندی آشکار می‌کند.» محدودیت مالون به بستر، نشانگر محدودیت تدریجی آزادی حرکت در سه‌گانه و تغییر از جست‌وجوی بیرونی به جست‌وجوی درونی نه‌تنها برای معنا است، بلکه برای «رهاشدن نهایی، مرگی که فراتر از توقف تنفس است.».

## خلاصه داستان
مالون پیرمردی است که برهنه در تختخوابی در یک آسایشگاه یا بیمارستان ـ خودش مطمئن نیست کدام ـ  خوابیده است. بیشتر وسایل شخصی او را برداشته‌اند، اما چند چیز را نگه داشته است: دفترچه‌ی تمرین، کلاه لبه‌دار و مداد. او بین نوشتن درباره‌ی وضعیت خودش و پسری به نام ساپو جابه‌جا می‌شود. وقتی به قسمتی از داستان می‌رسد که ساپو مرد شده، اسم او را به مک‌من تغییر می‌دهد، چون اسم ساپو را مسخره می‌داند. کمی بعد، مالون اعتراف می‌کند که شش نفر را کشته است، اما به نظر نمی‌رسد این موضوع برایش اهمیت زیادی داشته باشد، به‌خصوص آخرین نفر: یک غریبه‌ی کامل که گردن او را با تیغ بریده است. 
در نهایت مک‌من در گِل می‌افتد و او را به مؤسسه‌ای به نام یوحنای قدیس می‌برند. در آن‌جا پرستار همراهی به او داده می‌شود: زنی مسن و کلفت‌لب به نام مول با صلیب‌های استخوانی در هر دو گوش که نماد دو دزدی است که با عیسی مسیح در روز جمعه‌ی پاک به صلیب کشیده شدند، و یک صلیب روی دندانش که نماد عیسی است. این دو در نهایت وارد رابطه‌ای نامتعارف می‌شوند، اما پس از مدتی، مول دیگر بر نمی‌گردد و او می‌فهمد که مرده است. 
پرستار جدید مردی به نام لمیوئل است و بین این دو نفر دشمنی وجود دارد. مک‌من (و گاهی مالون به ضمیر اول شخص سر می‌زند) با عصایی که برای برداشتن وسایل از آن استفاده می‌کند، مشکل دارد، سپس لمیوئل آن را از او می‌گیرد. 
در پایان رمان، به لمیوئل دستور داده می‌شود گروه پنج نفره‌ی بیماران تحت مراقبتش را به یک جزیره‌ی نزدیک در یک سفر تفریحی با هزینه لیدی پِدال ببرد. پنج بیمار او مک‌من و چهار نفر دیگر هستند. مالون آن‌ها را این‌گونه توصیف می‌کند: یک مرد جوان، ساکسنی، مردی کوچک و لاغر با چتر، و «لندهوری چلاق و ریشو». لمیوئل سوپ مخصوص گردش («همان سوپ معمولی با تکه‌ای مازه‌ی چربی‌دار خوک که نیروی گردشگر را تا موقع بازگشت حفظ می‌کرد») را از آشپز مؤسسه درخواست می‌کند، اما بعد از دریافت سوپ، آب و چربی هر تکه مازه را می‌مکد و سپس آن را دوباره به سوپ برمی‌گرداند. لمیوئل گروهش را به تراس می‌برد، جایی که کالسکه‌ای به هدایت یک کالسکه‌چی و لیدی پِدال به همراه دو مرد درشت‌هیکل  با لباس ملوانی به نام‌های ارنست و موریس از آن‌ها استقبال می‌کنند. 
آن‌ها محوطه‌ی یوحنای قدیس را ترک می‌کنند و با قایق به جزیره‌ای می‌روند تا گردش کنند و بقایای دروییدها را ببینند.  لیدی پِدال به موریس می‌گوید که در کنار قایق کوچک بماند در حالی که او و ارنست برای پیدا کردن محل پیک‌نیک از قایق پیاده می‌شوند.  لندهور ریشو از قایق بیرون نمی‌آید و جا برای پیاده‌شدن ساکسن باقی نمی‌گذارد.  وقتی لیدی پِدال و ارنست از دیدرس ناپدید می‌شوند،  لمیوئل با تبر از پشت موریس را می‌کشد. ارنست برای آنان برمی‌گردد و لمیوئل او را هم برای خوشامد  ساکسن می‌کشد.  لیدی پِدال با دیدن این صحنه، غش می‌کند، می‌افتد و استخوانی در بدنش می‌شکند. مالون به‌عنوان راوی مطمئن نیست که کدام استخوان،  هرچند حدس می‌زند لیدی پِدال لگنش شکسته است.  لمیوئل بقیه را به قایق برمی‌گرداند. اکنون شب است و شش نفر تا اعماق خلیج دور می‌شوند. رمان با تصویری از لمیوئل که تبرچه‌ی آغشته به خون را بالا نگه داشته است،  به پایان می‌رسد. مالون می‌نویسد که لمیوئل دیگر با آن یا چیز دیگری کسی را نخواهد زد،  در حالی که جمله‌ی نهایی به قطعات بدون معنای مشخص تقسیم می‌شود: 
لمیوئل سرپرست است،  تبرچه‌اش را که هیچ‌وقت خون برش خشک نمی‌شود بلند می‌کند‌،  اما نه برای آسیب‌رساندن به کسی،  به کسی آسیب نمی‌رساند، دیگر به کسی آسیب نمی‌رساند‌،  دیگر به کسی دست نمی‌رساند، نه با آن یا با آن یا با آن یا با یا
یا با آن یا با چکشش یا با میله‌اش یا با مشتش یا در فکر در رؤیا، یعنی او هرگز او هرگز
یا با مدادش یا با میله‌اش یا
یا روشنایی روشنایی یعنی
هرگز آن‌جا او هرگز
هرگز چیزی
آن‌جا

دیگر
با این حال،  بخش اعظم متن کتاب توصیفی است و به جزئیات زندگی مالون در خانه‌اش می‌پردازد،  مانند افتادن مدادش یا کم‌شدن نوک مداد برای نوشتن. مشاهدات فلسفی،  و حدس و گمان‌ها بخش‌های زیادی از متن را تشکیل می‌دهند و به صورت حاشیه‌ای نسبت به داستانی که مالون می‌خواهد تعریف کند،  نوشته شده‌اند.  او چندین بار به لیستی از شخصیت‌های اصلی قبلی بکِت اشاره می‌کند:  مرفی،  مرسیه و کامیه،  مُلوی و موران.

## ترجمه به فارسی
«مالون می‌میرد» تا کنون سه بار به فارسی برگردانده شده است؛ نخستین ترجمه به دست محمود کیانوش در سال ۱۳۴۷ (انتشارات نیل) انجام شد و سالها بعد مهدی نوید (نشر چشمه) و سهیل سمی (نشر ثالث) ترجمه های دیگری از این اثر عرضه کردند.